# Helene Martini
Helene Martini (* 5. Juli 1728 in Bockenheim bei Frankfurt am Main; † 8. Juli 1803 in  Darmstadt) war 24 Jahre, bis zu dessen Tod 1768, Mätresse und Vertraute von Ludwig VIII. von Hessen-Darmstadt, der von 1739 bis 1768 Landgraf von Hessen-Darmstadt war.

## Ihre Kindheit in Bockenheim
Helene wuchs bei ihrer Großmutter auf dem Schönhof im damaligen Dorf Bockenheim, das noch zu Hessen-Kassel gehörte, auf, zusammen mit ihrem jüngeren Bruder. Ihre Eltern waren Carl Ludwig Martini (* 1698) und Susanna Catharina Meser. Seit 1629 war der große Gutshof Schönhof 1629 im Besitz der Familie Martini. Der Wohlstand der Familie wurde durch einen von Dr. Peter Friedrich d’Orville angestrengten Prozess bedroht, in dem dieser die Rückzahlung von Ausbildungskosten der Kinder einforderte. Der Prozess währte mehrere Jahre, ging sogar bis ans Reichskammergericht und wurde verloren. Der Vater Carl Ludwig Martini nahm deshalb im Oktober 1731 bei dem neu errichteten hessischen Gardedragoner-Regiment Dienste an und kam ins Standquartier Groß-Gerau mit Frau und Kindern. Zeitgleich wohnte ab 1731 Dr. Peter Friedrich d’Orville auf dem Schönhof in Bockenheim. Nur die dreijährige Helene blieb noch bis zum Anfang der 1740er Jahre mehrere Jahre bei ihrer Großmutter in Bockenheim, wo sie eine vorzügliche Erziehung genoss und dort zu einer sehr schönen Frau heranwuchs. Ein Offizier der Leibgarde des Landgrafen gab den Eltern einmal den Rat, sich direkt an den Landgrafen zu wenden und ihn um weitere Verwendung und Empfehlung für Carl Ludwig Martini zu bitten, wobei es wohl am besten sein würde, wenn ihre vorzüglich beredte und gewandte Tochter Helene die Überbringerin der Bittschrift sei. Das wurde auch so ausgeführt. Die 16-jährige Helene ging 1744 mit der Bittschrift zum Jagdschloss Kranichstein, einem  Gebäudekomplex im Norden Darmstadts, kehrte jedoch nicht mehr zurück. Der 53-jährige, seit 18 Jahren verwitwete Landgraf fand großen Gefallen an ihr und untersagte ihre Rückkehr nach Bockenheim.

## Ihr Leben mit Landgraf Ludwig VIII. (Hessen-Darmstadt)
Die schöne, junge Helene Martini wurde zur Favoritin des Landgrafen Ludwig VIII. von Hessen-Darmstadt (1691–1768) bis zu dessen Tode. Sie genoss die Liebe des Fürsten in vollem Maße und wurde seines unbeschränkten Vertrauens gewürdigt. Seine Ehefrau Charlotte (1700–1726), Tochter und Erbin des Grafen Johann Reinhard III. von Hanau, war frühzeitig gestorben. So begleitete Helene ihn viel auf Reisen und bekam ein Haus in Darmstadt auf dem Ballonplatz geschenkt. Ihre Schwesterkinder konnte sie ins Schloss zu sich nehmen, um sie bei sich zu erziehen.
Mit der fürstlichen Familie stand sie im besten Einvernehmen und wurde auch für die landgräfliche Familie tätig, beanspruchte doch Landgraf Ludwig VIII. (Hessen-Darmstadt) bis 1766 für den unmündigen Friedrich IV. von Hessen-Homburg gemeinsam mit dessen Mutter die Regentschaft in Hessen-Homburg. Mit Hessen-Homburg lag Ludwig seit 1747 in Streit um die Herrschaft Braubach, der erst 1768 nach seinem Tod beigelegt werden konnte. Auch mit dem reformierten Erbprinz und späteren Landgrafen Wilhelm VIII. von Hessen-Kassel gab es Konflikte, bemühte dieser sich doch zuerst vergeblich um die Hand der lutherischen Charlotte Christine. Im Streit mit Hessen-Kassel um das Amt Babenhausen aus der Hanauer Erbschaft konnte sich Hessen-Kassel nach einem langen Rechtsstreit vor dem Reichskammergericht den größten Teil des Amtes sichern. Daher unternahm Helene auch diplomatische Reisen nach Kassel, Stuttgart und anderen Orten. Ihre besondere Stellung im Hause des Landgrafen konnte sie 24 Jahre lang behaupten. Sie war und blieb Ludwigs einzige und liebste Freundin, bis er am 17. Oktober 1768 in der Darmstädter Oper während einer Aufführung in seiner Loge plötzlich starb. Als Erben ihres 30.000 fl. betragenden Vermögens setzte „Mamsel Lene“, wie sie immer genannt wurde, die Kinder ihrer Schwester ein. Sie starb am 8. Juli 1803, 35 Jahre nach dem Tod des Landgrafen Ludwig VIII. in Darmstadt.
1759 wurde ihr von Ludwig das Achteckhaus Darmstadt geschenkt.

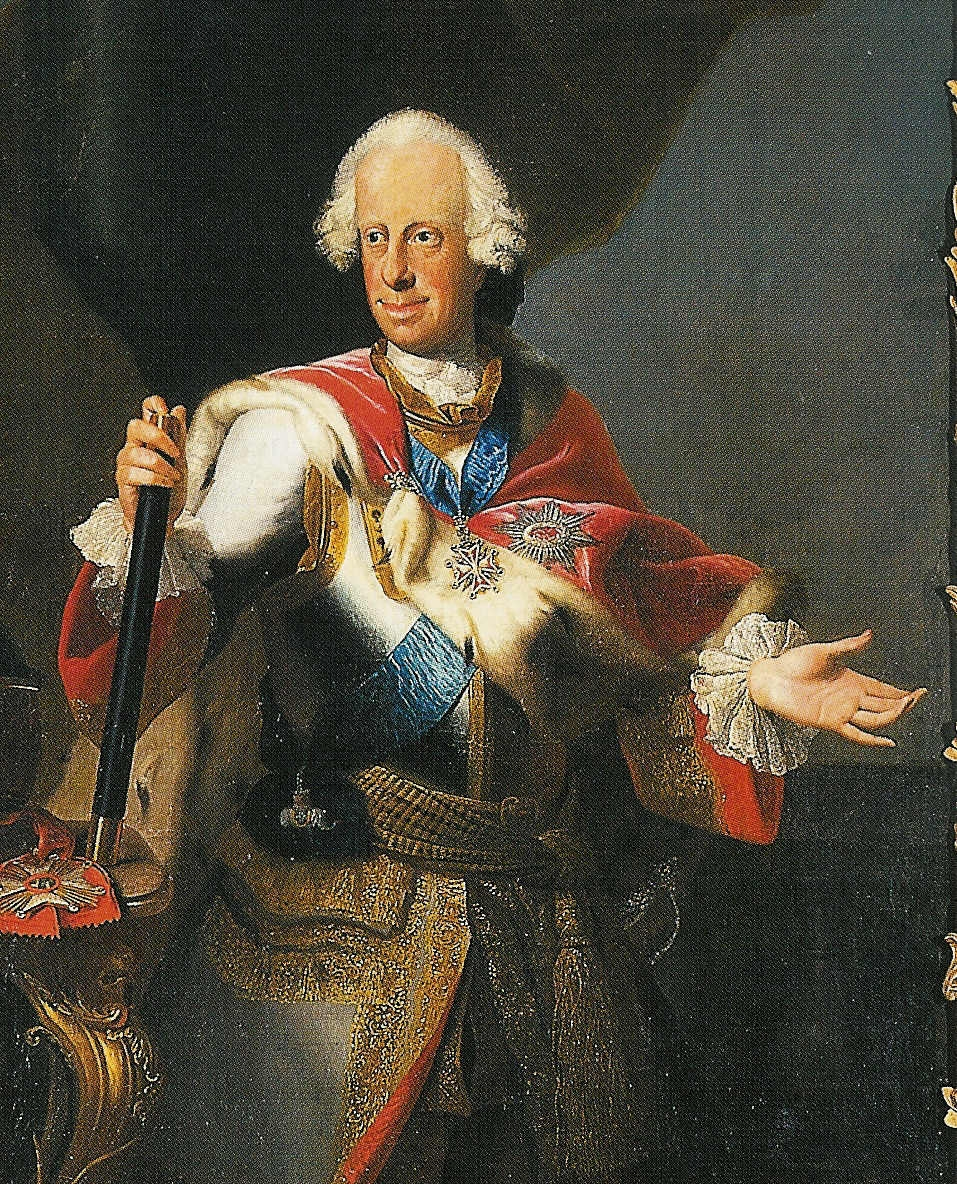
Landgrafen  Ludwig VIII. (Hessen-Darmstadt)
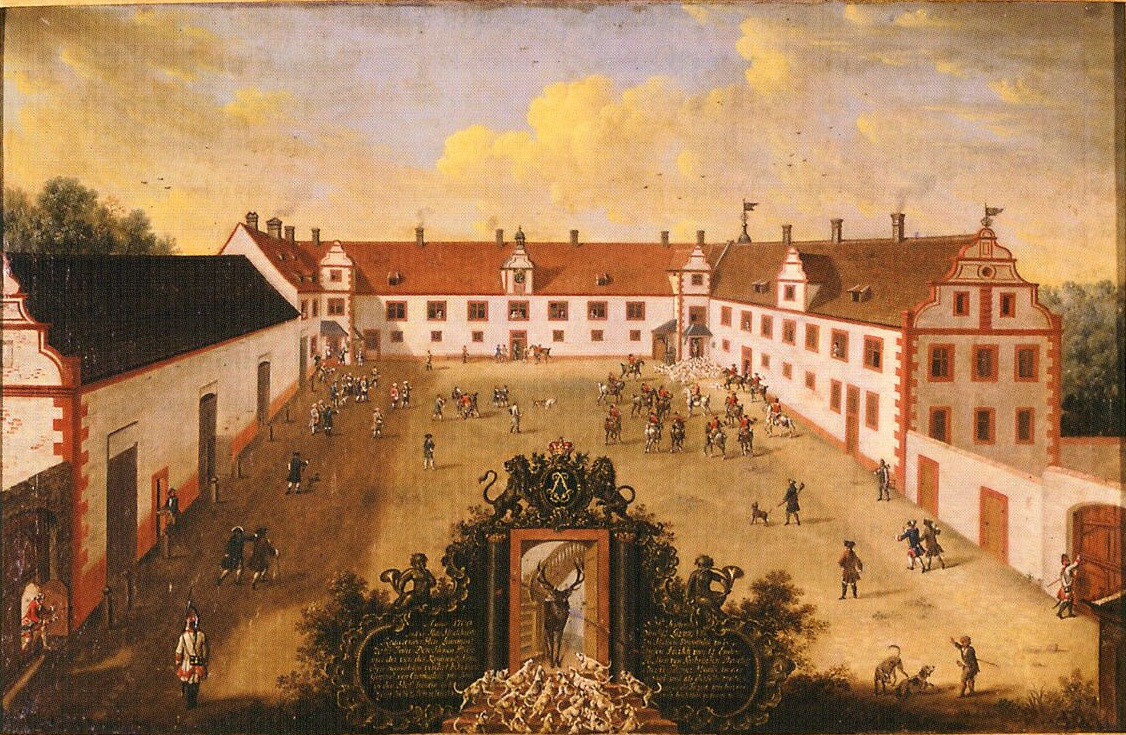
Jagdschloss Kranichstein um 1760
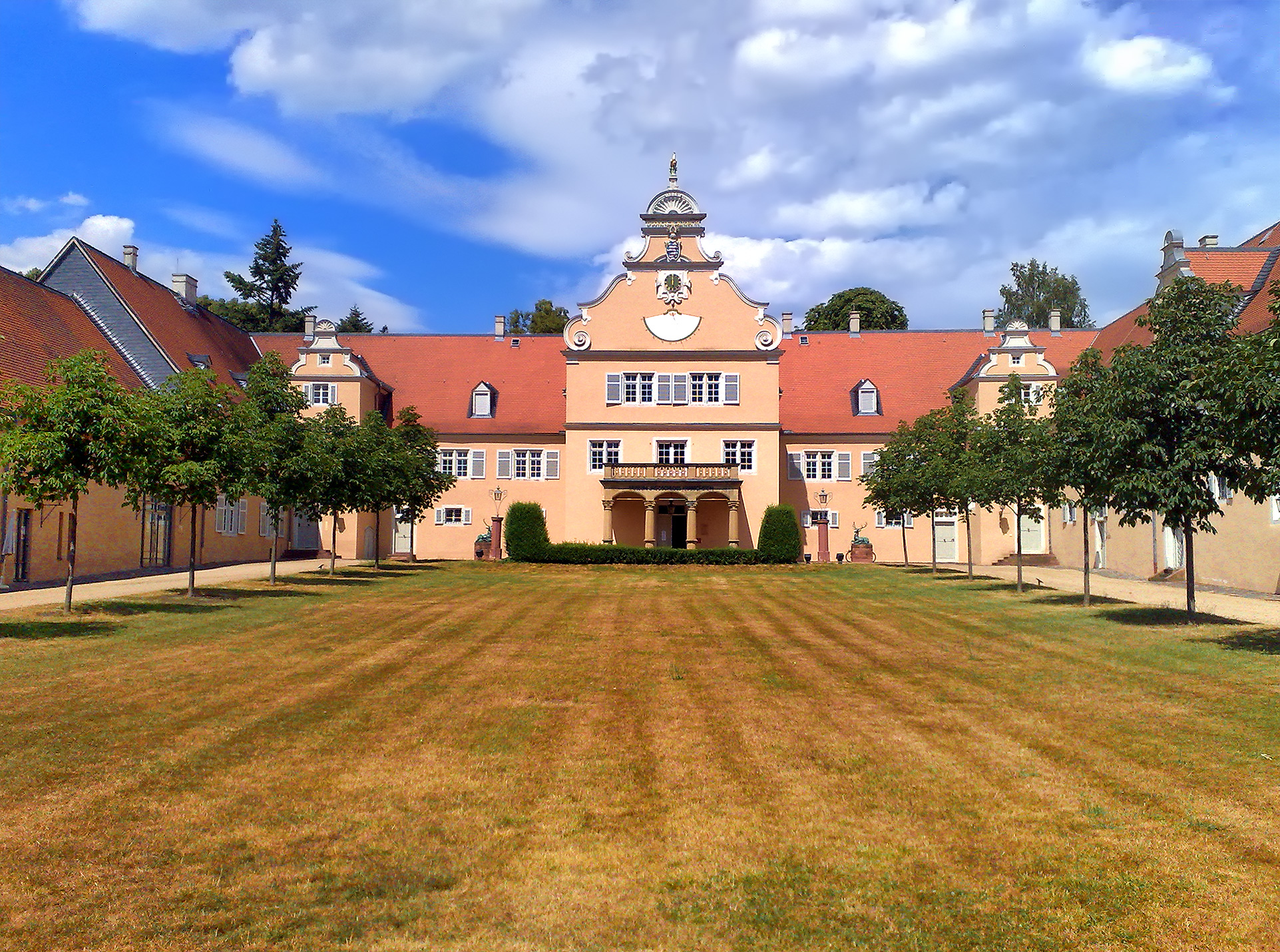
Jagdschloss Kranichstein
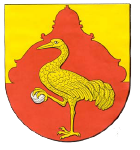
Wappen von Kranichstein
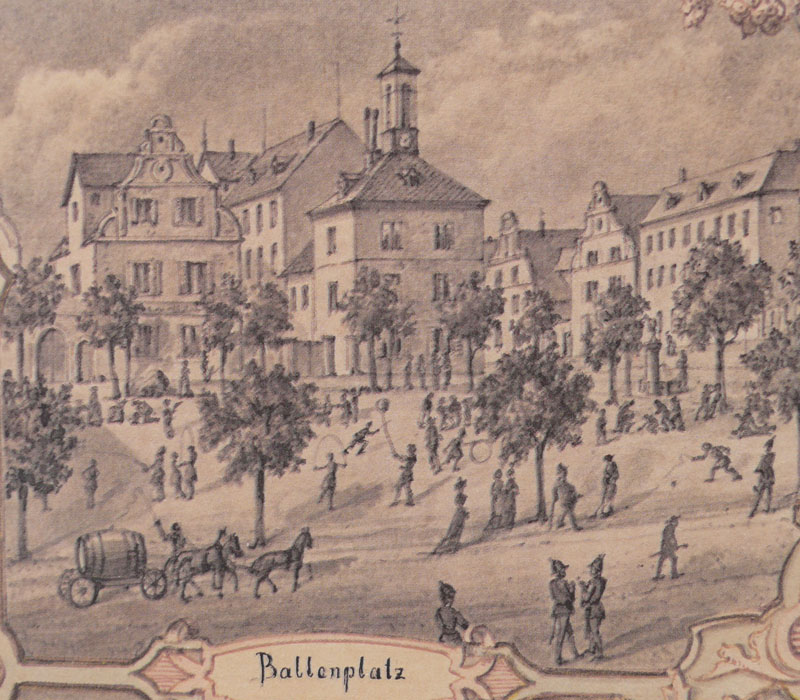
Ballonplatz in Darmstadt-Martinsviertel
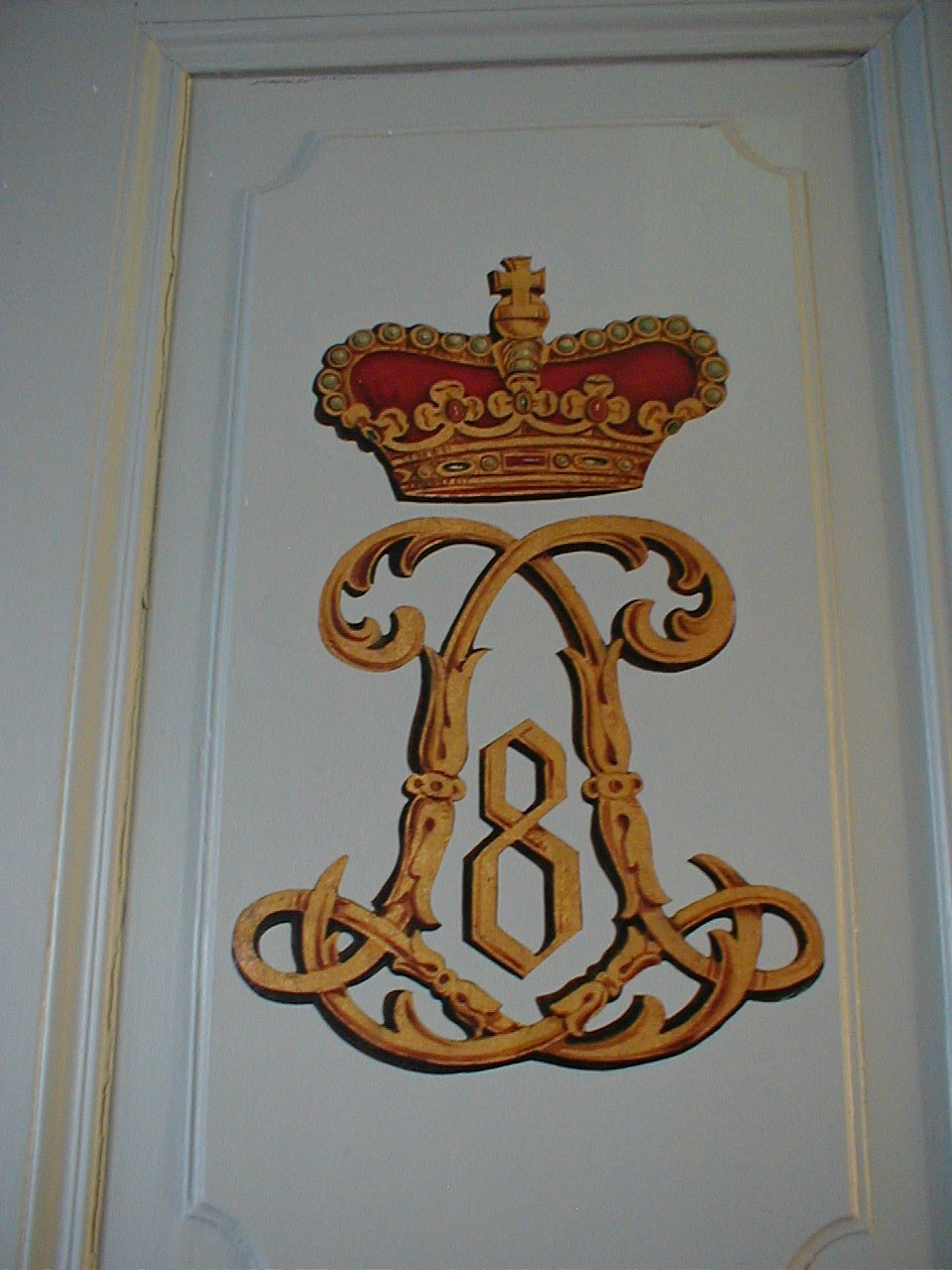
Monogramm Landgraf Ludwig VIII. (Hessen-Darmstadt)

## Porträt
Ein Ölbild 77 × 95 cm von Helena Martini des deutschen Malers Johann Conrad Seekatz (1719–1768) ist im Jagdschloss Kranichstein erhalten.